# Pita (Guinée)
Pour les articles homonymes, voir Pita.
Créée en 1905, Pita est une ville avec grand charme qui constitue une étape entre Dalaba et Labé. Elle est cependant le point de départ de nombreuses excursions intéressantes, comme les chutes de Kambadaga et de Kinkon, et un peu plus loin les falaises de Doucky ou encore le village d'Aïnguel et ses environs. Elle est aussi un des hauts lieux du tissage traditionnel du coton. Pita et surtout Timbi Madina, une de ses sous-préfectures, sont très réputées pour leur production de la pomme de terre appelée " belle de Guinée ". Le barrage hydroélectrique de Kinkon, réalisé par les Chinois en 1966, alimente encore à ce jour les grandes villes des environs. 

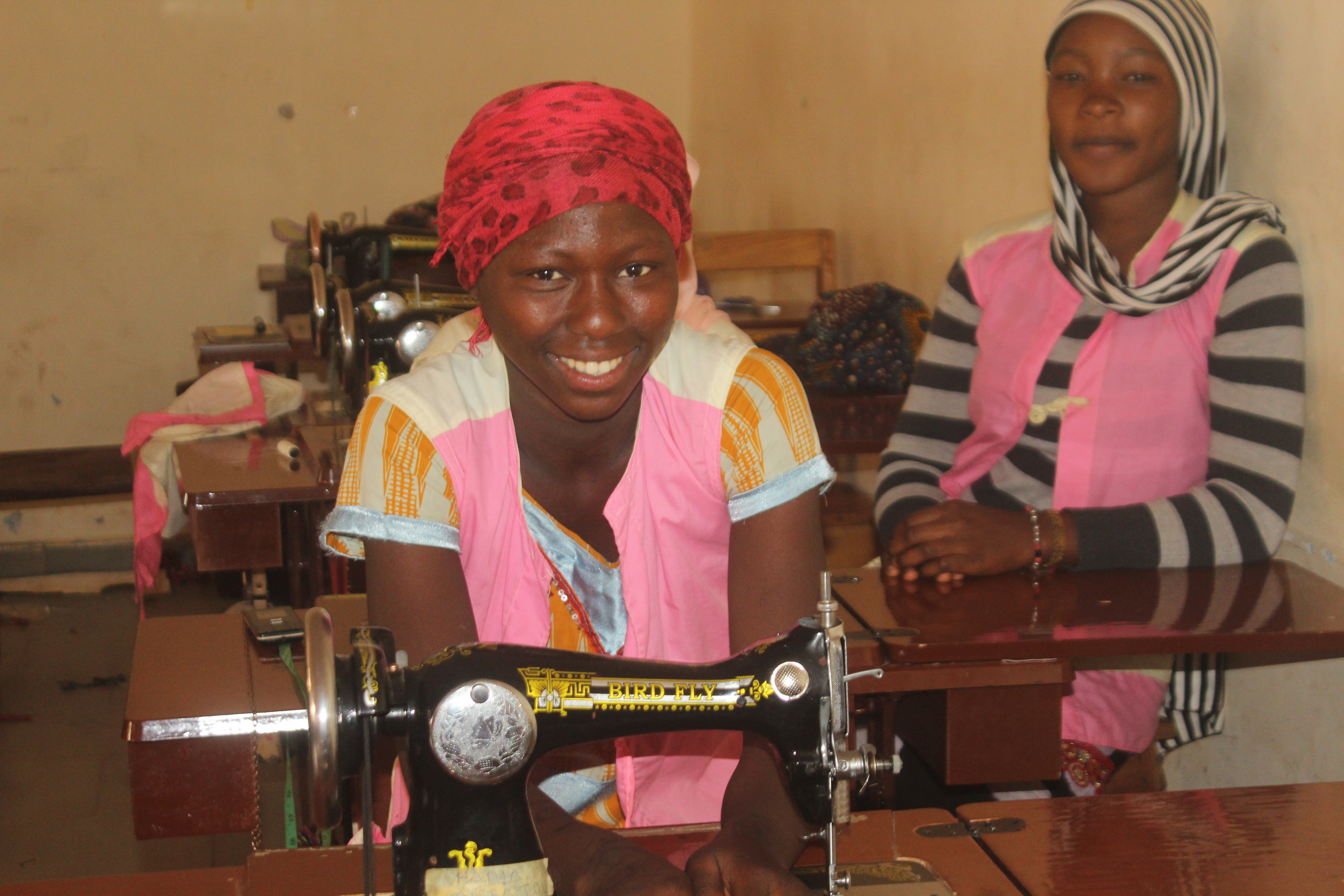

Pita est une ville de Guinée, en Afrique de l'ouest. Elle est située dans le massif du Fouta-Djalon. Cette région, aussi appelée Moyenne Guinée.

## Description
Sur le plan administratif, c'est le chef-lieu de la préfecture de Pita, l'une des trois subdivisions de la Région de Mamou.

## Population
En 2020, la localité comptait 332 360 habitants et est principalement habitée par les Peuls.
Gentilité : Pitanais, Pitanaise

## Histoire
Historiquement, Pita s'est constitué autour du village de Kigna après l'annexion du Fouta-Djalon dans l'empire colonial français d'Afrique[réf. nécessaire]. Kigna, habitée par le clan des Douyèbhè, faisait partie du diwal (province) de Timbi dans la partie centrale de l'empire théocratique du Fouta Djalon. Elle se trouve au centre de la Guinée. Elle est limitée au nord par Labé, à l'ouest par Télimélé, au sud par Kindia, et à l'est par la préfecture de Dalaba. Hormis les chefs-lieux de région, Pita est l'une des plus grandes villes du pays.
Pita est situé à 998 mètres d'altitude sur la chaîne montagneuse du Fouta-Djalon. 
Les principales activités économiques de la préfecture sont l'agriculture, l'élevage, le commerce et l'artisanat. La préfecture de Pita est en particulier le principal centre de production de pommes de terre connues sous le nom de « Belle de Guinée ». 

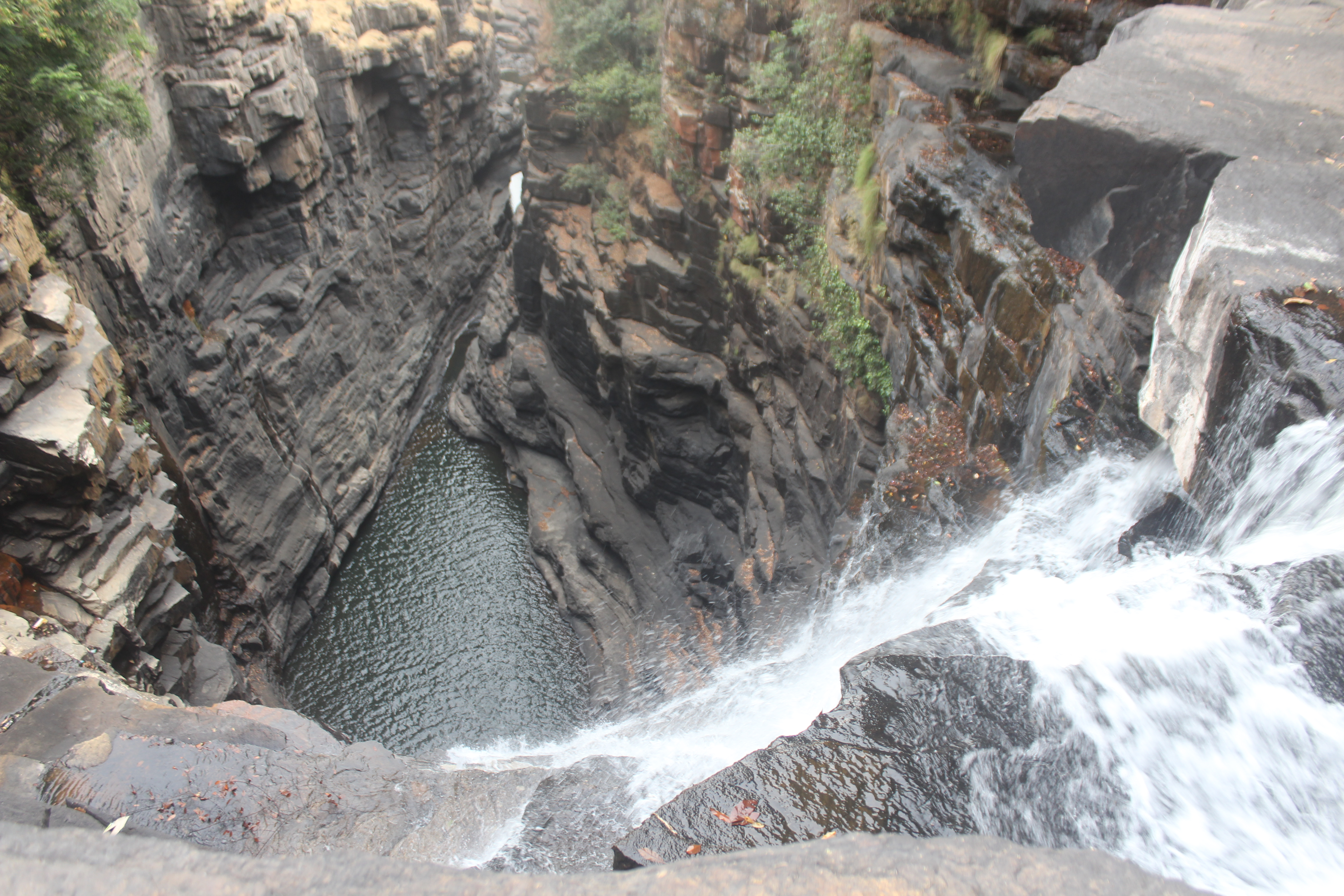
Barrage de Kinkon

## Infrastructures
Pita abrite le barrages hydroélectriques de Kinkon qui fut construit sur le Kokoulo par les Chinois pendant la première République. Ce barrage dessert quatre grandes préfectures en électricité dont Pita, Labé, Dalaba et Mamou.

## Tourismes
Pita est visité pour les sites de chute de Kinkon et de kambadaga. On y trouve également le Séré djourdhé, un site de divertissement se trouvant dans la sous-préfecture de Bourouwal Tappé où se retrouve la jeunesse de la Moyenne-Guinée lors des différentes fêtes. 

## Situation géographique
Située dans la partie centrale du Fouta Djallon, la préfecture de Pita dispose d’une superficie de 4.320 km2 pour une population de 239.236 habitants dont 92 % en zones rurales, 85 % engagés dans l’agriculture et 55,7 % femmes. La densité moyenne se chiffre à 55 habitants par km2.

## Subdivision administrative de la ville
Le chef-lieu de la préfecture est reparti en 10 quartiers, les CRD en 111 districts.
La préfecture de Pita est limitée au nord par la préfecture de Labé, au sud-est par la préfecture de Dalaba, au sud-ouest par la préfecture de Kindia, à l’ouest par la préfecture de Télimélé et au nord-ouest par la préfecture de Lélouma.

## Climat
De type tropical, particulièrement doux sur les altitudes et chaud dans les bas-fonds, le climat est caractérisé par des refroidissements nocturnes en toute saison, la rigueur de l’harmattan en décembre, et l’alternance de deux saisons (sèche et pluvieuse) de durée à peu près égale. La température moyenne minimale est de 14,2°C, tandis que la maximale est de 29,5°C. Le relevé de la station météorologique a donné en moyenne 1771,2 mm de précipitation au cours de l’année 2005, répartie en 110 jours de pluie.

## Relief
Le relief de la préfecture est constitué de hauts plateaux dont l’altitude varie entre 900 et 1.264 m, d’où immergent deux points culminants, le Donghol Touma (1.264 m) et la Table de Maci (1.264 m). Les principaux cours d’eau qui arrosent cette préfecture sont le Kakrima, le Kokoulo et le Fétoré. La savane arborée et boisée est la caractéristique essentielle de sa végétation. On y distingue quelques forêts secondaires et des forêts de galerie le long des cours d’eau.
La préfecture compte 11 forêts classées pour une superficie totale de 6486,4 ha.

## Ressources miniers
Les prospections géologiques ont prouvé l’existence d’importants gisements de bauxite à Bantignel avec une réserve de plus de 200 millions de tonnes. Elles ont également mis en évidence des indices de bauxite dans le groupe de Saran (Timbi Tounni), ainsi que des dolérites et gris qui peuvent servir à l’empierrement des routes et à la construction des édifices.

## Activité Economique
L’activité économique de la préfecture de Pita est essentiellement basée sur l’agriculture, l’élevage, l’artisanat et le commerce. L’agriculture, bien qu’étant la principale activité économique, n’est plus la première source de revenus. Le commerce, l’élevage et les ressources provenant des ressortissants résidant à l’extérieur constituent aujourd’hui les principales sources de revenus.

## Organisations
Le siège de la Fédération des Paysans du Fouta Djallon (FPFD) se trouve à Timbi Madina, dans la préfecture de Pita. À l’origine de la FPFD se trouve une poignée de leaders paysans responsables de groupements de Timbi Madina, qui ont lutté pour implanter la culture de la pomme de terre dans cette sous-préfecture. Ils ont été accompagnés dans cette initiative par les Volontaires Européens pour le Développement (VED) et le Projet de Développement Agricole (PDA) de la coopération française de 1987 à 1995.
Ayant obtenu du Gouvernement guinéen le blocage des importations de pomme de terre au moment de la commercialisation de leur production, les leaders paysans ont créé la Fédération en 1992. Aujourd’hui la FPFD s’occupe non seulement d’autres filières de production (oignons et tomates) mais aussi de l’approvisionnement en intrants agricoles, de la construction de magasins de stockage et de l’alphabétisation fonctionnelle. Grâce à l’appui de la France, la FPFD dispose depuis février 2002 de ses propres bureaux à Timbi Madina.

## Marché
Le jour de marché hebdomadaire est le jeudi. 

### Produits artisanaux
Ce secteur, la deuxième activité économique de la préfecture de Pita, regorge presque la quasi-totalité des corporations artisanales en Guinée. Il est constitué de la vannerie, la sacherie, la forge, le tissage, la couture, la broderie, la sculpture, la peinture et surtout de la cordonnerie. Certains villages sont même spécialisés comme celui de Diongassi dans la CRD de Timbi Tounni, où la cordonnerie est l’activité principale, et Kouyé dans la CRD de Ley Miro où la confection de ruches pour l’apiculture prime sur les autres activités. Ces différents corps de métier sont largement  pratiqués et généralement regroupés en coopératives dont les activités sont coordonnées par la Fédération Préfectorale des Artisans de Pita (FEPAP).

### Hôtels
Le parc hôtelier est très modeste, ce qui écourte le séjour des touristes. Considéré comme un lieu d’escale ou de transit, la ville de Pita possède des réceptifs hôteliers qui sont entre autres : La résidence singa frère, la résidence Amina, Barry voyage et hôtel sister.

### Restaurants
Dans la préfecture de Pita, il existe des restaurants classiques. On constate aussi l’existence de plusieurs gargotes et bars café. 

## Site touristique
La préfecture de Pita recèle de potentialités touristiques particulièrement intéressantes dont les suivantes sont les plus connues.

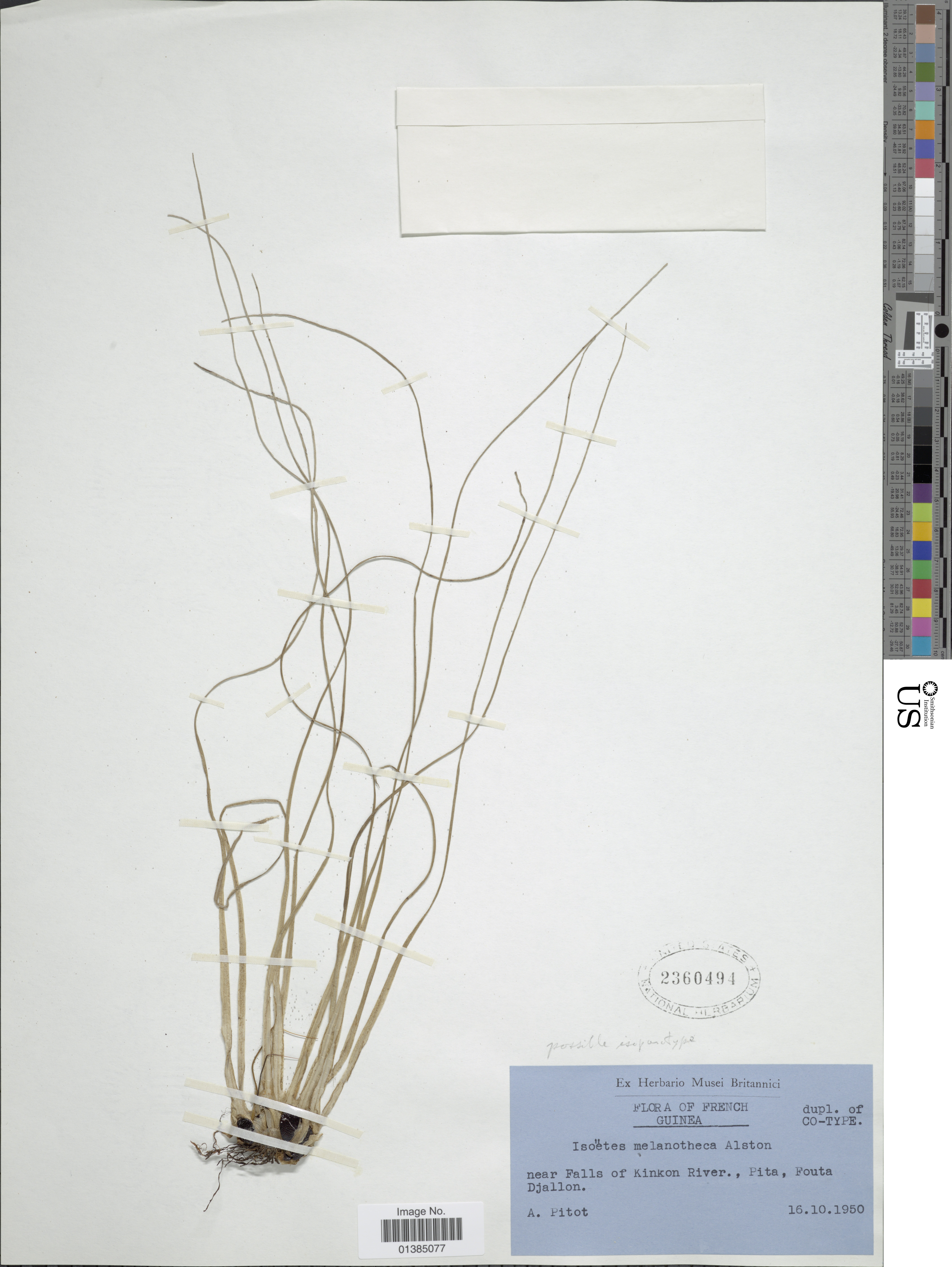
Spécimen de Isoetes melanotheca récolté près des chutes du Kinkon.

- Les chutes du Kinkon, situées dans la CRD de Sintaly, à 15 km du centre-ville de Pita, elles constituent un des panoramas les plus représentatifs des splendeurs naturelles du Fouta Djallon. Le génie humain les a exploitées pour fournir non seulement de l’énergie électrique mais aussi pour offrir aux touristes un ensemble de curiosités d’une rare beauté dont un lac, un barrage, une chute, une centrale hydroélectrique, une gorge et de l’eau maîtrisée ;
- Pont de liane de Kambadaga ;
- Les chutes de Kambadaga: Dans la CRD de Bourouwal Tappé, à 16 km du centre-ville de Pita, le visiteur trouve ici des rapides, des bassins et des cascades entourées d’une végétation toujours verdoyante et parfois fleurie, demeurent incontestablement le jardin favori de retraite et de repos[6].
- La table de Maci: Dans la CRD de Maci à 40 km du centre-ville de Pita, il s’agit d’un mont avec une réserve animale riche et variée, où les singes de toutes catégories côtoient les oiseaux divers dans un endroit flanqué de blocs sur lesquels sont gravées les empreintes des hommes des cavernes.
- Les chênes de montagnes de Doucki: Situées dans la CRD de Donghol Touma, à 62 km de la ville de Pita, la vue sur la crête embrasse les profondeurs de la vallée du Kokoulo qui s’étend jusqu’aux montagnes uniformes de la Guinée Maritime.
- Les plages de Woumban, Bombel et Fétoré: Situées sur les lacs de Guétoya et Oustoya dans la commune urbaine et la CRD de Bantignel (15 km de Pita, 20 km de Timbi Madina), ces plages sont propices pour les chaudes baignades et les promenades d’agrément.
- Les villages de Tokoséré avec la case d’El Hadj Oumar Tall, héros national à Donghol Touma ;
- La marmite d’Olivier de Sanderval, explorateur français ;
- Timbi Tounni où se dresse encore un arbre multi centenaire, témoin des grands événements des neuf diwés (provinces établies en 1725) du Fouta théocratique, sont autant de survivances historiques autour desquelles la tradition orale conserve des récits d’une authenticité surprenante.

On peut citer également quelques sites moins connus, comme :
- les chutes de Séré Diourdé aménagées, à 16 km du centre-ville de Pita ;
- la forêt de Bantignel ;
- le site de Féto en voie d’aménagement ;
- le tunnel souterrain de Faro dans la CRD de Ley Miro, à 120 km de Pita ;
- le bowal de Singan de René Caillé,

le site préhistorique de Pètè Lalya ainsi que les embouchures sur le Konkouré dans la CRD de Sangaréah à 170 km de Pita.

## Personnalités nées ou liées à Pita
- Elhadj Mamadou Salim Bah, Homme Politique.(Ancient 4e vice président de l'Assemble nationale)[7].
- Thierno Ousmane Diallo (1950-), homme politique.
- Thierno Souleymane Diallo (1983-), réalisateur guinéen ;
- Mohamed Chérif Diallo (1960-), un diplomate et homme politique guinéen.
- Mouctar Diallo, Homme politique. ancien ministre et député guinéen.
- Aboubacar Sylla (1953-), homme politique
- Amadou Bah Oury (1958-), homme politique.
- Ibrahima Barry : connu sous le nom Barry III homme politique
- Straiker (1998 - ) : rappeur guinéen.
- José Kanté, footballeur international guinéen.